# Викићи
Викићи су насељено мјесто у Босни и Херцеговини у општини Бихаћ које административно припада Федерацији Босне и Херцеговине. Према попису становништва из 1991. у насељу је живјело 1.101 становника.

## Становништво
| Националност       | 1991.          | 1981.        | 1971.        | 1961. |
| Муслимани          | 1.079 (98,00%) | 972 (97,20%) | 804 (95,60%) |       |
| Срби               | 18 (1,63%)     | 5 (0,50%)    | 20 (2,37%)   |       |
| Југословени        | 1 (0,09%)      | 15 (1,50%)   |              |       |
| Хрвати             | 1 (0,09%)      |              | 13 (1,54%)   |       |
| остали и непознато | 2 (0,18%)      | 8 (0,80%)    | 4 (0,47%)    |       |
| Укупно             | 1.101          | 1.000        | 841          | '     |